# Чон Кён Хва
Чон Кён Хва (кор. 정경화, 鄭京和?, {{{2}}}?, в Великобритании и США известна как Kyung-wha Chung, 26 марта 1948, Сеул) — южнокорейская скрипачка.

## Биография и карьера
Родилась в музыкальной семье. Способности к музыке — сначала к пению — проявляла с самых ранних лет. Шестилетней стала играть на скрипке, в девять исполнила скрипичный концерт Мендельсона с Сеульским филармоническим оркестром. Получала премии на большинстве музыкальных конкурсов в Корее. В 13 лет переехала в США. Поступила в Джульярдскую школу (там уже училась её старшая сестра, флейтистка). До 1971 занималась под руководством Ивана Галамяна.
В 1967 разделила с Пинхасом Цукерманом первое место на международном музыкальном конкурсе Левентритта (Нью-Йорк). После этого получила приглашение выступить с Чикагским и Нью-Йоркским оркестрами. Чон Кён Хва заменила внезапно заболевшего Натана Мильштейна на гала-концерте в Белом Доме. В 1970 она так же заменила на концерте в Лондоне Ицхака Перлмана, который не смог приехать из-за рождения ребенка, и блестяще исполнила с Лондонским симфоническим оркестром скрипичный концерт Мендельсона. С этим оркестром под управлением Андре Превина скрипачка записала свой первый альбом, исполнив концерты Чайковского и Сибелиуса.
Вторым учителем Чон Кён Ха стал Йожеф Сигети.

## Творческое сотрудничество
Чон Кён Хва работала с лучшими оркестрами Европы и США — Берлинским, Венским, Лондонским, Филадельфийским, Чикагским, Бостонским,
симфоническим оркестром Кёльнского радио и др.
Она выступала с такими дирижёрами, как Георг Шолти, Андре Превин, Лорин Маазель, Саймон Рэттл, Кирилл Кондрашин, Клаудио Аббадо, Шарль Дютуа, Риккардо Мути.
Её партнерами были Джеймс Голуэй, Поль Тортелье, Раду Лупу, Кристиан Цимерман, Итамар Голан, Петер Франкл, Стивен Ковачевич, её брат Чон Мён Хун. Она играла в составе трио семьи Чон с братом и сестрой Чон Мён Хва, виолончелисткой.

## Репертуар
Скрипачка исполнила и записала концерты Бетховена, Чайковского, Дворжака, Элгара, Бруха, Берга, Стравинского, Прокофьева, сонаты Брамса, Франка, Дебюсси, Отторино Респиги, Рихарда Штрауса.

## Педагогическая деятельность
С 2007 преподает в Джульярдской школе.

## Признание
Почётный член Королевской академии музыки Великобритании. В 2011 получила «Корейскую Нобелевскую премию» — Ho-Am Prize in the Arts (её лауреатами в предыдущие годы были, например, Нам Джун Пайк, Чон Мён Хун, Ли Мунёль, Пэк Кон У, Ли У Хван, а годом позже стала Чин Ынсук).